# Kalaf Epalanga
Kalaf Epalanga Ângelo (Benguela, 10 de fevereiro de 1978) é um músico, escritor, poeta e cronista angolano radicado em Berlim. 
Fundador da banda Buraka Som Sistema, premiada com o MTV Europe Music Awards por três anos seguidos na categoria Melhor Artista Português, Kalaf foi cronista de vários jornais e revistas europeus. É co-fundador do selo musical Enchufada, uma plataforma criativa que fomenta no mundo novos estilos musicais a partir de Lisboa.

## Biografia
Kalaf nasceu em Benguela, em Angola, em 1978. Veio de uma região conhecida como o reino dos Ovimbundos. Seu avô é natural de Huambo, seu pai de Ganda. Cresceu numa família de funcionários públicos, com ligações em Catumbela. Seu avô tinha decidido ser padre e chegou a estudar teologia com missionários cristãos, única maneira de estudar no interior de Angola na época. Desistiu do sacerdócio e estudou enfermagem em Catumbela, onde trabalhou na estrada de ferro, atendendo os funcionários da ferrovia. Com a revolução e o início da luta contra o colonialismo português, em 1961, ele ingressou no Movimento Popular de Libertação de Angola (MPLA), enveredando pela política, tornando-se governador.
Na segunda metade dos anos 1990, mudou-se para Lisboa, com a intenção de estudar, obter melhor formação acadêmica e retornar para Angola. Os planos foram adiados devido a problemas familiares. No final de 1998, iniciou os trabalhos na música, buscando novos caminhos para a música urbana portuguesa. Fez várias colaborações com artistas como Sara Tavares, Sam The Kid, Nuno Artur Silva, entre outros, e, em 2003, juntou-se ao produtor João Barbosa, onde formaram o duo 1 Uik Project e fundaram a Enchufada, núcleo de produção musical, editora independente responsável pela edição do projeto Buraka Som Sistema.
Kalaf foi cronista do jornal português Público e da GQ Portugal, bem como do jornal angolano independente Rede Angola. Atualmente escreve crônicas para a revista brasileira Quatro Cinco Um. 
Suas crônicas estão reunidas em duas coletâneas: Estórias para meninos de cor (2011) e O Angolano que comprou Lisboa (por metade do preço), (2014), ambos pela Editora Caminho. Seu primeiro romance, Também os brancos sabem dançar, publicado pela editora Todavia em 2018, narra sua trajetória musical, a história do kuduro e da kizomba, e faz um retrato de Benguela e da Lisboa que o recebeu nos anos 1990.

## Publicações
- Estórias para meninos de cor (2011)
- O Angolano que comprou Lisboa (por metade do preço), (2014)
- Também os brancos sabem dançar, (2018)